# Zalbki
Zalbki (deutsch Salbken) ist ein Ort in der polnischen Woiwodschaft Ermland-Masuren. Er gehört zur Gmina Dywity (Landgemeinde Diwitten) im Powiat Olsztyński (Kreis Allenstein).

## Geographische Lage
Zalbki liegt am Südufer des Wadangflusses (polnisch Rzeka Wadąg) im Westen der Woiwodschaft Ermland-Masuren , sechs Kilometer nordöstlich der Kreis- und Woiwodschaftshauptstadt Olsztyn (Allenstein).

## Geschichte
Bereits vor 1386 wurde Glademannsdorf, nach 1386 Glandmansdorf und um 1785 Salbkien genannt, gegründet. Jahrzehnte später gelangte Salbken durch eine Ziegelei zu überregionaler Bedeutung.
Zwischen 1874 und 1945 war Salbken in den Amtsbezirk Nickelsdorf (polnisch Nikielkowo) im ostpreußischen Kreis Allenstein eingegliedert.
208 Einwohner waren im Jahre 1910 in Salbken registriert. Ihre Zahl belief sich im Jahre 1933 auf 235 und im Jahre 1939 auf 205.
Mit der Abtretung des gesamten südlichen Ostpreußen 1945 in Kriegsfolge an Polen erhielt Salbken die polnische Namensform „Zalbki“. Heute ist das Dorf eine Ortschaft im Verbund der Landgemeinde Dywity (Diwitten) im Powiat Olsztyński (Kreis Allenstein), von 1975 bis 1998 der Woiwodschaft Olsztyn, seither der Woiwodschaft Ermland-Masuren zugehörig. Im Jahre 2021 zählte Zalbki 156 Einwohner.

## Kirche
Bis 1945 war Salbken in die evangelische Kirche Allenstein in der Kirchenprovinz Ostpreußen der Kirche der Altpreußischen Union, außerdem in die römisch-katholische Kirche Diwitten (polnisch Dywity) eingepfarrt.
Evangelischerseits gehört Zalbki auch heute noch zur – inzwischen „Christus-Erlöser-Kirche“ genannten – Kirche in Olsztyn, jetzt  innerhalb der Diözese Masuren der Evangelisch-Augsburgischen Kirche in Polen. Katholischerseits ist der Ort der Pfarrei in Kieźliny (Köslienen) im Dekanat Olsztyn II - Zatorze des Erzbistums Ermland zugeordnet.

## Verkehr
Zalbki liegt an einer Nebenstraße, die von der Stadt Olsztyn (Allenstein) direkt in den Ort führt. Auch Nebenstraßen aus Nachbarorten enden innerorts. Eine Anbindung an den Bahnverkehr besteht nicht.